# Heidi Becker

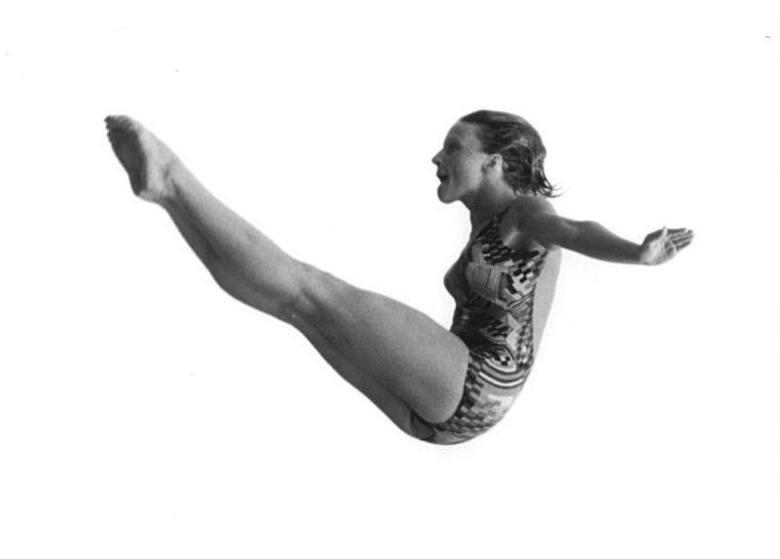
Heidi Becker wird 1975 DDR-Meisterin im Turmspringen.

Heidi Becker, nach Heirat Ramlow (* 21. November 1954 in Rostock; † 13. Februar 1987 in Rostock) war eine deutsche Wasserspringerin, die für die DDR 1970 Europameisterin im Kunstspringen wurde.
1970 gewann Heidi Becker sowohl die DDR-Meisterschaft als auch die Europameisterschaft im Kunstspringen vom Drei-Meter-Brett. 1972 wurde sie Vizemeisterin der DDR hinter Marina Janicke. Bei den Olympischen Spielen 1972 in München erreichte sie das Finale und belegte dort den achten Platz. 1973 wiederholte sie bei der DDR-Meisterschaft den zweiten Platz hinter Marina Janicke. 1974 gewann Becker ihren zweiten DDR-Meistertitel im Kunstspringen und wurde hinter Karin Guthke Vizemeisterin vom Turm. 1975 und 1976 sprang sie bei der DDR-Meisterschaft vom Drei-Meter-Brett hinter Christa Köhler jeweils auf den zweiten Platz, gewann aber in beiden Jahren das Turmspringen, wobei sie 1976 als Heidi Ramlow antrat. Bei den Olympischen Spielen 1976 belegte sie den vierten Platz im Kunstspringen und den achten Platz vom Turm.
Heidi Becker startete für den SC Empor Rostock und trainierte bei Max Kinast.
Am 13. Februar 1987 nahm sich Heidi Becker-Ramlow das Leben.